# Povestea morarului (Chaucer)

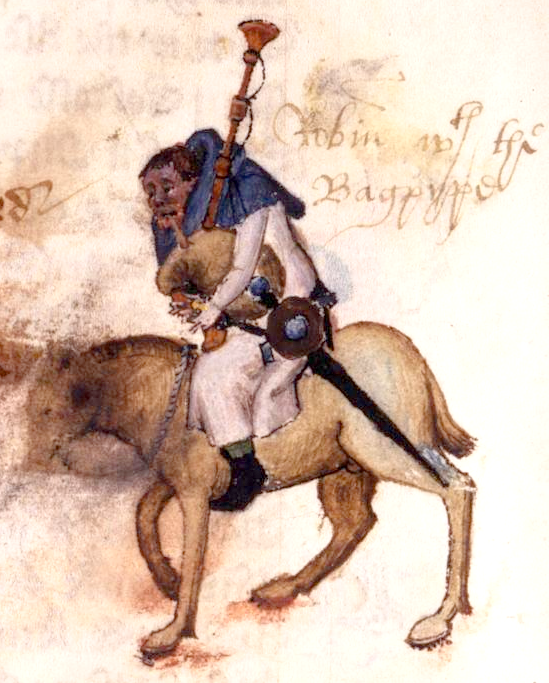
Ilustrație, din anii timpurii 1400, a lui Robin, morarul, cântând dintr-un cimpoi – Povestea morarului

Povestea morarului (în engleza modernă, The Miller's Tale, în original, în engleza medievală, The Milleres Tale) este a doua poveste din cunoscuta lucrare Poveștile din Cantebury (The Cantebury Tales) de Geoffrey Chaucer. Este povestită de către un morar beat, pe nume Robin pentru „a își plăti datoria,” reprezentând prima „plată a datoriei” a cuiva dintre toți povestitorii întregului ansamblu de povestiri al lucrării.

## Prolog
În prologul general al întregii lucrări, The Canterbury Tales, Chauser îl descrie pe morarul beat, Robin, ca fiind gata să povestească întâmplările sale pentru a se „achita de o datorie.” 

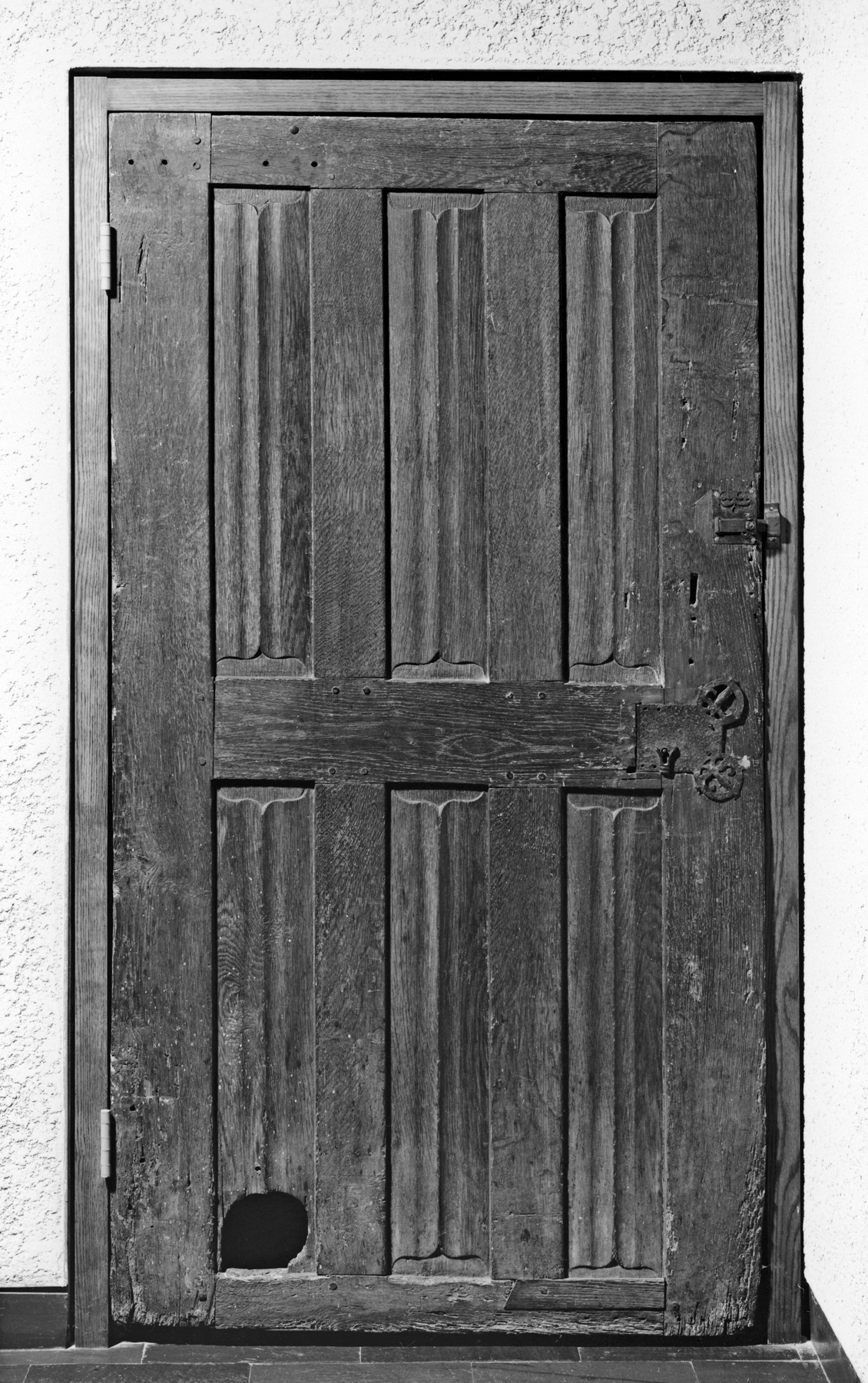
Ușă medievală din lemn de stejar masiv cu gaură pentru pisică — perioadă medievală târzie (circa 1450 – 1500, Franța), expusă la Walters Art Museum.

### Prologul Morarului
Astfel, Prologul Morarului devine cronologic, de facto, prima „datorie” care urmează „a fi achitată.” Morarul Robin este un individ viguros, destul de băgăreț, chiar agresiv și „rău iubitor” de lupte.
În Prologul lui Miller, pelerinii tocmai au auzit și s-au bucurat de prima poveste, Povestea Cavalerului, o poveste clasică despre iubirea curtenească, iar Gazda („moderatorul”) îi cere Călugărului să își „plătească datoria sa,” cu o poveste de a lui. Înainte ca personajul numit Călugărul să poată răspunde invitației de a povesti, Morarul (Miller), suficient de beat, insistă totuși să meargă mai departe cu povestirea sa. Gazda încearcă să-l convingă pe Miller să lase pe un bărbat „mai bun” să spună următoarea poveste, dar acceptă totuși schimbarea ordinii gândite de el, atunci când Morarul amenință că va părăsi compania celor prezenți. Miller susține că povestea sa este „suficient de nobilă,” dar le reamintește celorlalți pelerini că este destul de beat și - de va fi cazul - nu poate fi tras la răspundere pentru ceea ce spune.
Morarul explică că povestea lui este despre un dulgher și soția sa, respectiv despre cum un funcționar l-a păcălit pe tâmplar. Un alt participant, Osewold Tâmplarul (Osewold, The Reeve), care inițial fusese el însuși tâmplar, își prezintă imediat obiecția lui promptă față de o asemenea poveste „ridicolă,” și apoi protestează invocând argumentul că această povestire va insulta toți tâmplarii și soțiile acestora.

### Tendința imprimată dePrologul Morarului
De fapt, Povestea Morarului începe tendința în care povestitorii, care urmează, își vor „împleti” povestea anterioară cu propria lor poveste. Într-un fel, Morarul răsplătește Povestea cavalerului și este el însuși răsplătit direct cu Povestea lui Reeve, în care Reeve Tâmplarul urmărește povestea „insultătoare” (pentru el) a lui Robin Morarul - despre un tâmplar - cu propria sa poveste, în care prezintă - desigur disprețuitor - un anumit morar.

## Desfășurarea povestirii
Povestea morarului este povestea unui tâmplar, a frumoasei sale soții și a altor doi bărbați mai tineri, care fiind puternic atrași de mai tânăra și frumoasa soție a tâmplarului, sunt dornici să se culce cu ea. Tâmplarul, John, locuiește în localitatea Oxford cu soția sa mult mai tânără, Alisoun, care este o frumusețe locală. Pentru a câștiga niște bani în plus, John închiriază o cameră din casa lui unui student bun la carte de la Universitatea din Oxford pe nume Nicholas, căruia este vizibil atras de plăcuta și atractiva Alisoun. De asemenea, un alt bărbat din oraș, Absolon, un funcționar al parohiei locale, are și el ochii pe Alisoun.
Acțiunea propriu-zisă începe atunci când John trebuie să plece pentru o zi într-un oraș din apropiere. În timp ce el este plecat, Nicholas o atinge (mai exact, o apucă grosier) pe Alisoun de „părțile ei delicate”. Când ea amenință că va striga după ajutor, el începe să se lamenteze și apoi să plângă. Apoi, după câteva cuvinte dulci, ea acceptă să facă sex cu el, dar doar atunci când este sigur să facă acest lucru. Astfel, afacerea lor amoroasă începe. La scurt timp după aceea, Alisoun merge la biserică, unde Absolon o vede și imediat este plin de „dor de dragoste.” El încearcă să o atragă pe Alisoun cântându-i cântece de dragoste sub fereastra ei, în timpul lunii pline, și trimițându-i cadouri. De asemenea, caută să îi atragă atenția participând la o piesă locală. Cu toate eforturile lui Absolon, Alisoun respinge toate eforturile lui, deoarece ea este deja implicată cu Nicholas.